# Doronicum clusii
Doronicum clusii là một loài thực vật có hoa trong họ Cúc. Loài này được (All.) Tausch mô tả khoa học đầu tiên năm 1828.